# Rue Charles-Camichel
La rue Charles-Camichel est une voie de Toulouse, chef-lieu de la région Occitanie, dans le Midi de la France.

## Situation et accès

### Description
La rue Charles-Camichel est une voie publique. Elle se trouve dans le quartier Saint-Aubin.
Elle nait perpendiculairement à la rue Pierre-Paul-Riquet, dans le prolongement de la rue d'Aubuisson. Elle est longue de 179 mètres, large de 10 mètres et orientée à l'est. Elle se termine au carrefour du boulevard du Professeur-Léopold-Escande, qui longe le canal du Midi en rive gauche.
La chaussée ne compte qu'une seule voie de circulation automobile à sens unique, du boulevard du Professeur-Léopold-Escande vers la rue Pierre-Paul-Riquet. Elle appartient à une zone 30 et la vitesse y est limitée à 30 km/h. Il n'existe ni piste, ni bande cyclable, quoiqu'elle soit à double-sens cyclable.

### Voies rencontrées
Le rue Charles-Camichel rencontre les voies suivantes, du sud au nord :
1. Rue Pierre-Paul-Riquet
2. Boulevard du Professeur-Léopold-Escande

### Transports
La rue Charles-Camichel n'est pas directement desservie par les transports en commun Tisséo. Elle débouche cependant, à l'est, sur le boulevard du Professeur-Léopold-Escande, parcouru par la ligne de bus 27. À l'ouest, le boulevard Lazare-Carnot est parcouru par les lignes de Linéo L1L8L9. La station de métro la plus proche est la station François-Verdier, sur la ligne de métro .
Il existe une station de vélos en libre-service VélôToulouse, la station no 41 (1 rue Charles-Camichel).

## Odonymie
La rue est nommée en hommage à Charles Camichel (1871-1966). Membre de l'Institut, il est directeur de l'Institut électro-technique (IET) qui se trouve dans cette rue (actuelle École nationale supérieure d'électrotechnique, d'électronique, d'informatique, d'hydraulique et des télécommunications, no 2 rue Charles-Camichel).

## Histoire

### Époque contemporaine
Dans la première moitié du XIXe siècle, les Frères des écoles chrétiennes fondent le pensionnat Saint-Joseph. Il est installé dans la rue de Caraman, puis dans la rue de l'Étoile (emplacement du siège de la Caisse primaire d'assurance maladie de Haute-Garonne, no 24 rue Pierre-Paul-Riquet) : il occupe alors un vaste terrain limité par la rue de l'Étoile, la rue Pierre-Paul-Riquet et le boulevard du même nom (actuel boulevard du Professeur-Léopold-Escande).
En 1900, Charles Camichel devient professeur à la faculté des sciences de l'université de Toulouse. Il envisage de créer l'Institut électrotechnique (IET). Or, en 1904, les Frères des écoles chrétiennes sont expulsés par la loi Combes qui interdit l'enseignement congréganiste. Charles Camichel obtient de recevoir les terrains qui forment les jardins du pensionnat Saint-Joseph, devenus propriété municipale. Ils présentent l'avantage de se trouver à proximité du canal du Midi, qui peut fournir l'eau nécessaire au futur Institut. C'est à partir de 1908 que les premiers bâtiments sont construits. Ils abritent l'Institut électrotechnique, ainsi que l'Institut de mécanique des fluides et une école de conducteurs électriciens.
Par la suite, l'IET est devenu l'École nationale supérieure d'électrotechnique, d'électronique, d'informatique, d'hydraulique et des télécommunications (ENSEEIHT).

## Patrimoine et lieux d'intérêt

### Bureau de poste de Saint-Aubin
Patrimoine XXe siècle (2017).
La poste Saint-Aubin est construite en 1929 sur les plans de Léon Jaussely, architecte en chef du gouvernement et de l'administration des postes et télégrammes. Il abrite le bureau de poste du quartier, mais aussi la direction régionale. Entre 1930 et 1933, l'édifice est prolongé par l'architecte Joseph Bukiet, associé de Léon Jaussely, le long de la rue Charles-Camichel jusqu'au boulevard du Professeur-Léopold-Escande, afin d'accueillir un centre des chèques postaux et le centre d'amplification des lignes à grande distance.
Le bâtiment possède une ossature en béton armé, dissimulée dans les murs des façades. Il s'élève sur trois niveaux : un rez-de-chaussée et deux étages. La façade sur la rue Pierre-Paul-Riquet compte sept travées. La dernière travée et la travée d'angle sont traitées avec une certaine monumentalité. Au rez-de-chaussée s'inscrit l'entrée du bâtiment, couverte par un auvent en béton. Au sommet, l'élévation est couronnée par un fronton à ressaut, sculpté de bas-reliefs,.

### ENSEEIHT
Plusieurs bâtiments sont construits entre le début du XXe siècle et le début du XXIe siècle, suivant le développement de l'Institut électro-technique (IET), devenu l'École nationale supérieure d'électrotechnique, d'électronique, d'informatique, d'hydraulique et des télécommunications (ENSEEIHT),.